# Real Club Deportivo Mallorca "B"
El RCD Espanyol De Barcelona  es un club de fútbol de España de la ciudad de Palma en las Islas Baleares. Juega en la Segunda Federación. Es el equipo filial del Real Mallorca que juega en la Primera División de España.

## Historia
El R.C.D. Mallorca B se fundó en 1967 con el nombre de Unión Deportiva Collerense, no convirtiéndose en filial del R. C. D. Mallorca hasta la temporada 1981/82. Mantuvo su denominación original un par de campañas más, pero para la 1983/84 la cambió a la de Mallorca Atlético, volviendo a modificarla tras finalizar la temporada 1992/93 a la actual.
Actualmente, existe un club denominado U. D. Collerense que se fundó en 1983, cuando el club anterior dejó de tener este mismo nombre.
En la temporada 1998-99 el equipo conseguiría llegar a Segunda División donde descendería tras ocupar la decimonovena posición de la tabla.
En 2022 lograría el ascenso a Segunda Federación donde tras ocupar puestos de descenso volverían a a Tercera Federación un año después.

## Trayectoria
| Año     | División | Puesto | Copa del Rey |
| ------- | -------- | ------ | ------------ |
| 1983/84 | 3.ª      | 7.º    | -            |
| 1984/85 | 3.ª      | 1.º    | -            |
| 1985/86 | 3.ª      | 1.º    | -            |
| 1986/87 | 2.ªB     | 21.º   | -            |
| 1987/88 | 3.ª      | 4.º    | -            |
| 1988/89 | 3.ª      | 1.º    | -            |
| 1989/90 | 2.ªB     | 14.º   | -            |
| 1990/91 | 2.ªB     | 17.º   | -            |
| 1991/92 | 3.ª      | 4.º    | -            |
| 1992/93 | 3.ª      | 3.º    | -            |
| 1993/94 | 3.ª      | 1.º    | -            |
| 1994/95 | 3.ª      | 1.º    | -            |
| 1995/96 | 2.ªB     | 14.º   | -            |
| 1996/97 | 2.ªB     | 11.º   | -            |
| 1997/98 | 2.ªB     | 3.º    | -            |

| Año     | División | Puesto | Copa del Rey |
| ------- | -------- | ------ | ------------ |
| 1998/99 | 2.ª      | 19.º   | -            |
| 1999/00 | 2.ªB     | 5.º    | -            |
| 2000/01 | 2.ªB     | 7.º    | -            |
| 2001/02 | 2.ªB     | 15.º   | -            |
| 2002/03 | 2.ªB     | 14.º   | -            |
| 2003/04 | 2.ªB     | 14.º   | -            |
| 2004/05 | 2.ªB     | 18.º   | -            |
| 2005/06 | 3.ª      | 2.º    | -            |
| 2006/07 | 3.ª      | 2.º    | -            |
| 2007/08 | 3.ª      | 2.º    | -            |
| 2008/09 | 3.ª      | 1.º    | -            |
| 2009/10 | 2.ªB     | 7.º    | -            |
| 2010/11 | 2.ªB     | 19.º   | -            |
| 2011/12 | 2.ªB     | 8.º    | -            |
| 2012/13 | 2.ªB     | 18.º   | -            |

| Año     | División | Puesto | Copa del Rey |
| ------- | -------- | ------ | ------------ |
| 2013/14 | 3.ª      | 1.º    | -            |
| 2014/15 | 2.ªB     | 17.º   | -            |
| 2015/16 | 3.ª      | 1.º    | -            |
| 2016/17 | 2.ªB     | 13.º   | -            |
| 2017/18 | 3.ª      | 1.º    | -            |
| 2018/19 | 3.ª      | 2.º    | -            |
| 2019/20 | 3.ª      | 3.º    | -            |
| 2020/21 | 3.ª      | 2.º    | -            |
| 2021/22 | 3.ª RFEF | 1.º    | -            |
| 2022/23 | 2.ª RFEF | 17.º   | -            |
| 2023/24 | 3.ª RFEF |        | -            |

Fuente extraída desde la página del club inglesa Mallorca B
- 1 año en Segunda División (1998-99)
- 18 años en Segunda División B
- 1 años en Segunda Federación
- 2 años en Tercera Federación
- 17 años en Tercera División

## Estadio
El R.C.D. Mallorca B juega en el Estadi Son Bibiloni desde 2007, que sirve a su vez de campo de entrenamiento al primer equipo. Anteriormente disputaba sus partidos en el anterior campo del Real Mallorca, el Estadio Lluís Sitjar.

## Jugadores

### Plantilla 2024/25
- Actualizado el 18 de diciembre de 2024.

## Palmarés

### Torneos nacionales
| Competición nacional            | Títulos                                                                          | Subcampeonatos                      |
| ------------------------------- | -------------------------------------------------------------------------------- | ----------------------------------- |
| Tercera Federación Gr. XI (1/0) | 2021-22.                                                                         |                                     |
| Tercera División Gr. XI (9/4)   | 1984-85, 1985-86, 1988-89, 1993-94, 1994-95, 2008-09, 2013-14, 2015-16, 2017-18. | 2005-06, 2006-07, 2007-08, 2018-19. |
| Copa Federación (1/1)           | 1995-96.                                                                         | 2006-07.                            |

### Trofeos regionales
- Copa R.F.E.F (Fase Autonómica) (9): 1994-95, 1995-96, 1999-00, 2005-06, 2006-07, 2008-09, 2010-11, 2012-13, 2017-18

### Trofeos amistosos
- Trofeo de la Agricultura (2): 1998, 2020